# Requiário I
Requiário I (?–456), filho de Réquila e neto de Hermerico, foi um rei suevo da Galécia. Subiu ao trono no ano de 448 aproximadamente, sucedendo a seu pai. Como professava o catolicismo, impôs essa religião ao seu povo, que já se tinha em grande parte convertido, principalmente nas zonas urbanas.
Para fortalecer sua posição, fez aliança inicial com os visigodos, o que abriu as portas de seu reino à influência visigótica, aumentada quando Requiário se casou com a filha do rei visigodo Teodorico II, em 449.
Foi o primeiro rei europeu cristão a cunhar moeda em seu próprio nome.
Devastou a Vascónia, passando depois a lançar incursões esporádicas contra os romanos. Requiário chegou a controlar a região do vale do Ebro e, brevemente (449–452), partes da Tarraconense. As hostilidades entre suevos e romanos chegaram ao fim com o tratado entre Requiário e os condes Fortunato e Manrico, pelo qual os suevos se retirariam da Tarraconense. Em 456 Requiário quebrou o tratado indo em auxílio dos vascões, tornando a entrar nessa província.
Os visigodos, porém, apesar de terem sido seus aliados, não viam com bons olhos o fortalecimento do reino suevo e, sob o comando de Teodorico II, derrotaram os suevos nas margens do rio Órbigo o 5 de outubro do 456. Requiário refugiou-se no Porto, enquanto os visigodos saqueavam Braga. Requiário foi capturado em dezembro desse ano e posteriormente executado. Para a sua fuga terá optado por fazer um trajeto "diagonal Bracara-Portugale".
Os visigodos invadiram em seguida o reino suevo, cometendo tais atrocidades que tanto a população galaico-romana quanto a população germânica se revoltaram, dando início a uma cruenta guerra civil entre dois partidos representativos das duas principais tribos suevas da região: os quados e marcomanos, cada qual apoiando um pretendente ao trono suevo.